# Gillian Cowley
Gillian Margaret Cowley, ook bekend als Gill Cowley, (Kitwe, 8 juli 1955) is een hockeyster uit Zimbabwe. 
De Zimbabwaanse hockeyploeg kreeg zes weken voor de Olympische Spelen 1980 de gelegenheid deel te nemen aan de spelen, omdat vijf uitgenodigde landen verstek lieten gaan.
Gillian Cowley won met haar ploeggenoten de olympische gouden medaille. Ze speelde mee in alle vijf de wedstrijden en maakte één doelpunt.
De spelen van 1980 zijn tot op heden enige deelname van de Zimbabwaanse vrouwenhockeyploeg aan een wereldkampioenschap of Olympische Spelen geweest.

## Erelijst
- 1980 –  Olympische Spelen in Moskou